# Lenguas marrgu-wurrugu
Las lenguas marrgu-wurrugu o marrku-wurrugu son una posible familia lingüística de lenguas aborígenes australianas habladas en la región de la península de Cobourg en la Tierra de Arnhem Occidental.  Se trata de la lengua recientemente extinta Marrgu, y de la lengua extinta Wurrugu. Alguna vez fueron clasificados como parientes lejanos de las otras lenguas iwaidjanas, hasta que Nicholas Evans encontró que la evidencia de la pertenencia del marrgu a ese grupo era insuficiente, concluyendo que las similitudes se debían a préstamos (incluidos los paradigmas verbales).
El agrupamiento filogenético del marrgu y el wurrugu está respaldado por las siguientes observaciones:
- A pesar de estar separados geográficamente por las lenguas garig-ilgar, las dos lenguas comparten una tasa de cognación relativamente alta (15 de 43 palabras = ~35%).
- Ambas lenguas contienen un fonema interdental [dh], que está ausente en las lenguas iwaidjanas circundantes.

## Vocabulario
Capell (1942) proporcionó la siguiente lista de vocabulario básico:
| GLOSA       | Mara        | Marrgu     |
| ----------- | ----------- | ---------- |
| 'hombre'    | gärijimar   | geiag      |
| 'mujer'     | girija      | njunɔn     |
| 'cabeza'    | maraŋuɽu    | waɽi       |
| 'ojo'       | maguɽ       | daːɭa      |
| 'nariz'     | djiɽi       | ɣïːni      |
| 'boca'      | ŋaːndal     | ŋaɽjad     |
| 'lengua'    | djiːjil     | ŋaɽjad     |
| 'estómago'  | gunjan      | ɣiwud      |
| 'hueso'     | ŋajigad     | aruwa      |
| 'sangre'    | ŋulidji     | didjaːridj |
| 'canguro'   | girmọ       | wïːdjud    |
| 'zarigüeya' | gudjaɳi     | wiːɽiɽin   |
| 'emu'       | djiwiɖiwiɖi | mangunuba  |
| 'cornejo'   | waŋganaŋi   | reimbiriri |
| 'mosca'     | guɳɖil      | mɔlg       |
| 'sol'       | gunaru      | muɽi       |
| 'luna'      | waɖaŋari    | rana       |
| 'fuego'     | waɖgar      | djuːɳa     |
| 'humo'      | guŋoŋo      | ŋoɭan      |
| 'agua'      | ŋọgọ        | wobaidj    |